# Spin doktor
Spin doktor, spin doctor – specjalista pracujący dla prominentnych polityków lub partii politycznych, którego zadaniem jest dbanie o ich popularność w mediach i ochrona ich reputacji poprzez odpowiednie interpretowanie na ich korzyść faktów i zdarzeń (tzw. spin).
Spin doktor często jest osobą mającą wykształcenie z kierunku psychologii lub socjologii, uzupełnione kursami z różnej tematyki, często ocierającej się o manipulacje na przykład programowanie neurolingwistyczne. Jako osoba pracująca z politykami, wartością dodaną dla specjalisty zajmującego się taką działalnością jest dobra znajomość mowy ciała i zagadnień z zakresu wystąpień publicznych.
Efektem działań spin doktorów mają być np. wygrane wybory, wyższe wskaźniki społecznej popularności lub pozytywne postrzeganie w społeczeństwie kwestii spornej.